# MV Tricolor
El MV Tricolor fue un portavehículos de 50.000 toneladas con bandera noruega construido en 1987, famoso por haber estado involucrado en tres colisiones en el Canal de la Mancha en quince días, acabó hundiéndose el 14 de diciembre de 2002.

## Hundimiento
Durante las primeras horas del 14 de diciembre de 2002, mientras el MV Tricolor realizaba un viaje de Zeebrugge, Bélgica a Southampton, Reino Unido, con una carga de casi 3.000 automóviles, chocó contra el Kariba, un buque portacontenedores con bandera de las Bahamas de 1982. El Kariba pudo continuar, pero el Tricolor se hundió en el lugar donde chocó, unas 17 millas náuticas (20 millas) al norte de la costa francesa dentro de la zona económica exclusiva francesa en el Canal de la Mancha. Si bien no hubo muertos, el barco permaneció atascado de costado en el barro de la vía navegable de 30 metros (98 pies) de profundidad. En un litigio posterior se alegó que un tercer buque, el MV Clary, había contribuido a la colisión por "dificultad para la navegación".
El hundimiento se produjo frente al puerto de Dunkerque, que es el puerto marítimo más septentrional de Francia y el tercer puerto más grande del país después de Marsella y Le Havre.

## Peligro para la navegación
Debido a la ubicación del buque hundido, en un punto donde se unen dos carriles en el Esquema de Separación de Tráfico (TSS) del Canal de la Mancha y la parte sur del Mar del Norte y al hecho de que estaba completamente sumergido pero a poca profundidad, el pecio se consideró un peligro para la navegación. El TSS en ese lugar es una de las rutas de navegación más transitadas del mundo. En diciembre de 2002, las autoridades francesas ordenaron que se retirara el pecio, ya que se percibía que representaba un peligro para la navegación y el medio ambiente. Dos colisiones más ocurrieron contra el pecio del MV Tricolor en los días posteriores al hundimiento.
Tras el hundimiento y debido a su ubicación en un punto muy transitado de una ruta de navegación (la ubicación estaba al borde de un punto de inflexión dentro del TSS del Canal de la Mancha), el naufragio fue inicialmente custodiado por el barco patrullero de la policía marítima francesa P671 Glaive y el HMS Anglesey (un barco patrullero británico de clase Island de 59 metros), además de dos barcos de salvamento y tres boyas de naufragio.
A pesar de las advertencias estándar por radio, tres barcos de vigilancia y una boya luminosa, el buque holandés Nicola chocó contra el pecio la noche siguiente y tuvo que ser remolcado para liberarlo. Después de esto, se instalaron dos barcos de patrulla adicionales y seis boyas más, incluida una con un transpondedor de advertencia Racon. Sin embargo, el 1 de enero de 2003, el buque de carga de combustible con bandera turca Vicky chocó contra el mismo pecio; más tarde fue liberado por la subida de la marea.
En respuesta a las múltiples colisiones, la Asociación Internacional de Ayudas a la Navegación Marítima y Autoridades de Faros (IALA) definió un nuevo tipo de boya, la boya de emergencia para naufragios recientes, para marcar naufragios recientes antes de que se puedan realizar actualizaciones permanentes de las cartas y el balizamiento.

## Reflote
La operación de reflote del Tricolor estuvo a cargo de un consorcio de empresas bajo el nombre de Combinatie Berging Tricolor (Combinación para el Salvamento del Tricolor), liderado por la empresa holandesa Smit International, y duró más de un año. El consorcio estaba formado por Smit Salvage, Scaldis Salvage, URS Salvage & Marine Contracting y Multraship Salvage.
La operación comenzó en julio de 2003 y se declaró completada el 27 de octubre de 2004. El método de salvamento incluyó un cable de corte con incrustaciones de carburo cementado utilizado para cortar los restos en nueve secciones de 3.000 toneladas cada una. Esta técnica era similar a la que Smit había utilizado para rescatar la mayor parte del submarino nuclear ruso K-141 Kursk.
La empresa holandesa CT Systems, junto con Thales Navigation, se ocupó de los aspectos de navegación de la operación. El equipo de posicionamiento proporcionó la precisión de localización requerida y, después de utilizar un sonar de barrido lateral, se localizaron los restos y toda la información de posición relevante se convirtió en un mapa, lo que permitió una búsqueda y recuperación sistemática de los restos restantes.
El cargamento de 2.871 automóviles nuevos, en su mayoría de fabricantes alemanes y suecos de primera calidad, como BMW, Volvo y Saab, fue extraído del naufragio y reciclado para obtener el componente metálico. La mayor parte del petróleo fue extraído de los tanques del barco poco después de que se hundiera, pero durante el salvamento se produjo un derrame de petróleo de 540 toneladas.